# Khairullah Khairkhwa
Khirullah Said Wali Khairkhwa (en pachto : خیرالله سید ولي خیرخواه), né en 1967 à Kandahar (Afghanistan) est un militaire et homme politique afghan, membre fondateur des taliban et dignitaire de premier plan de l'émirat islamique d'Afghanistan, pour lequel il fut notamment gouverneur de la province de Hérat entre 1999 et 2001. 
Détenu arbitrairement au camp de Guantánamo pendant une douzaine d'années, il est libéré avec le reste des cinq taliban (en) lors d'un échange avec le sergent Bowe Bergdahl (otage américain du réseau Haqqani) au printemps 2014. 